# Gare d'Épluches
La gare d'Épluches est une gare ferroviaire française de la ligne de Pierrelaye à Creil située dans la commune de Saint-Ouen-l'Aumône (département du Val-d'Oise).
Ouverte le 7 janvier et inaugurée le 25 janvier 1846 par la Compagnie des chemins de fer du Nord, c'est une gare de la Société nationale des chemins de fer français (SNCF) ouverte au service fret et desservie par les trains de la ligne H du Transilien (réseau Paris-Nord).

## Situation ferroviaire
La gare est située au point kilométrique 28,763 de la ligne de Pierrelaye à Creil. Établie au niveau du sol, à proximité du cours de l'Oise, son altitude est de 27 m. Au sud-ouest, le « raccordement d'Épluches » situé entre les gares de Saint-Ouen-l'Aumône et d'Épluches permet la relation directe Pontoise - Creil sans rebroussement à Pierrelaye.

## Histoire
La « station de Pontoise », est officiellement mise en service le 21 juin 1846 par la Compagnie des chemins de fer du Nord, lorsqu'elle ouvre à l'exploitation sa ligne de Paris à Lille et Valenciennes. Elle est établie, entre les stations d'Herblay et d'Auvers, à environ 29 kilomètres de Paris. La ville compte 5 500 habitants. Des voitures, en correspondances avec le chemin de fer, desservent Magny, Gisors et Marines,.
Elle constitue à l'époque la première gare de Pontoise, alors sur l'itinéraire originel de la ligne de Paris-Nord à Lille, avant l'ouverture de l'actuelle gare de Pontoise en 1863.
De Paris-Nord, la ligne originelle se dirigeait vers Saint-Denis, puis Ermont, passait par la gare d'Épluches (au nord de la commune de Saint-Ouen-l'Aumône) où elle empruntait la vallée de l'Oise, qu'elle remontait en rive droite jusqu'à Persan - Beaumont, puis Creil.

## Fréquentation
Le nombre de voyageurs quotidiens était inférieur à 500 en 2002.
En 2012, 110 voyageurs ont pris le train dans cette gare chaque jour ouvré de la semaine.
De 2015 à 2023, selon les estimations de la SNCF, la fréquentation annuelle de la gare figure dans le tableau ci-dessous.
| Année     | 2023   | 2022   | 2021   | 2020   | 2019   | 2018   | 2017   | 2016   | 2015   |
| --------- | ------ | ------ | ------ | ------ | ------ | ------ | ------ | ------ | ------ |
| Voyageurs | 77 490 | 75 481 | 64 775 | 33 122 | 82 821 | 87 088 | 74 693 | 70 353 | 68 305 |

## Service des voyageurs

### Desserte
Elle est desservie par les trains du réseau Transilien Paris-Nord (ligne H) assurant la relation entre la gare de Pontoise et celle de Creil via Persan - Beaumont, où aboutit par ailleurs une autre branche de cette ligne H venant directement de la gare de Paris-Nord.
Ce n'est pas une gare au sens « sécurité », mais un chantier qui dépend du secteur circulation de la gare de Pontoise.

### Intermodalité
La gare est desservie par la ligne 1226 du réseau de bus Cergy-Pontoise Confluence .

## Service des marchandises
C'est une gare marchandise, au sens commercial fret, qui comprend des voies de débord et des voies longues (plus de 700 m) qui permettent de recevoir des trains de marchandises et de garer les trains de banlieue des lignes H et C qui ne peuvent être stationnés à Pontoise. Seuls deux embranchés sont aujourd'hui desservis à partir du chantier d'Épluches. la zone industrielle de Saint-Ouen-l'Aumône ayant perdu de nombreuses activités, le trafic marchandises est relativement réduit.

## Remisage
Épluches est un des lieux de stationnement des Z 50000 ou automotrices Francilien de Bombardier desservant la ligne H du Transilien. Les voies 6 à 12 ont été remaniées et un chantier de petit entretien et nettoyage des rames créé. Les voies 4, 14 et 16 utilisées pour le fret et les voies 18 à 20 restent utilisées par l'infra (maintenance) pour le stationnement de train de travaux.

## Galerie de photographies

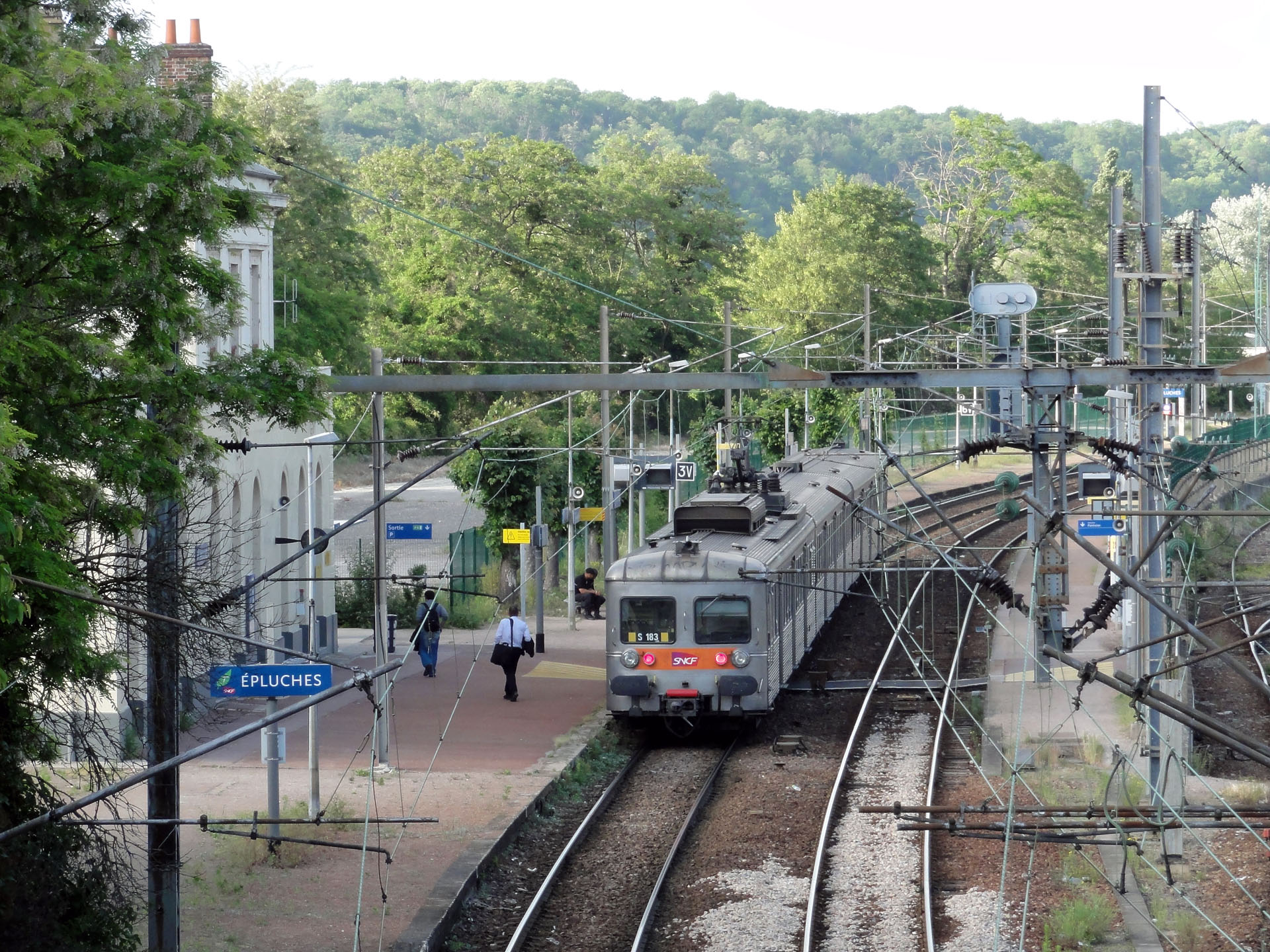
Élément Z 6100 à quai en direction de Creil.
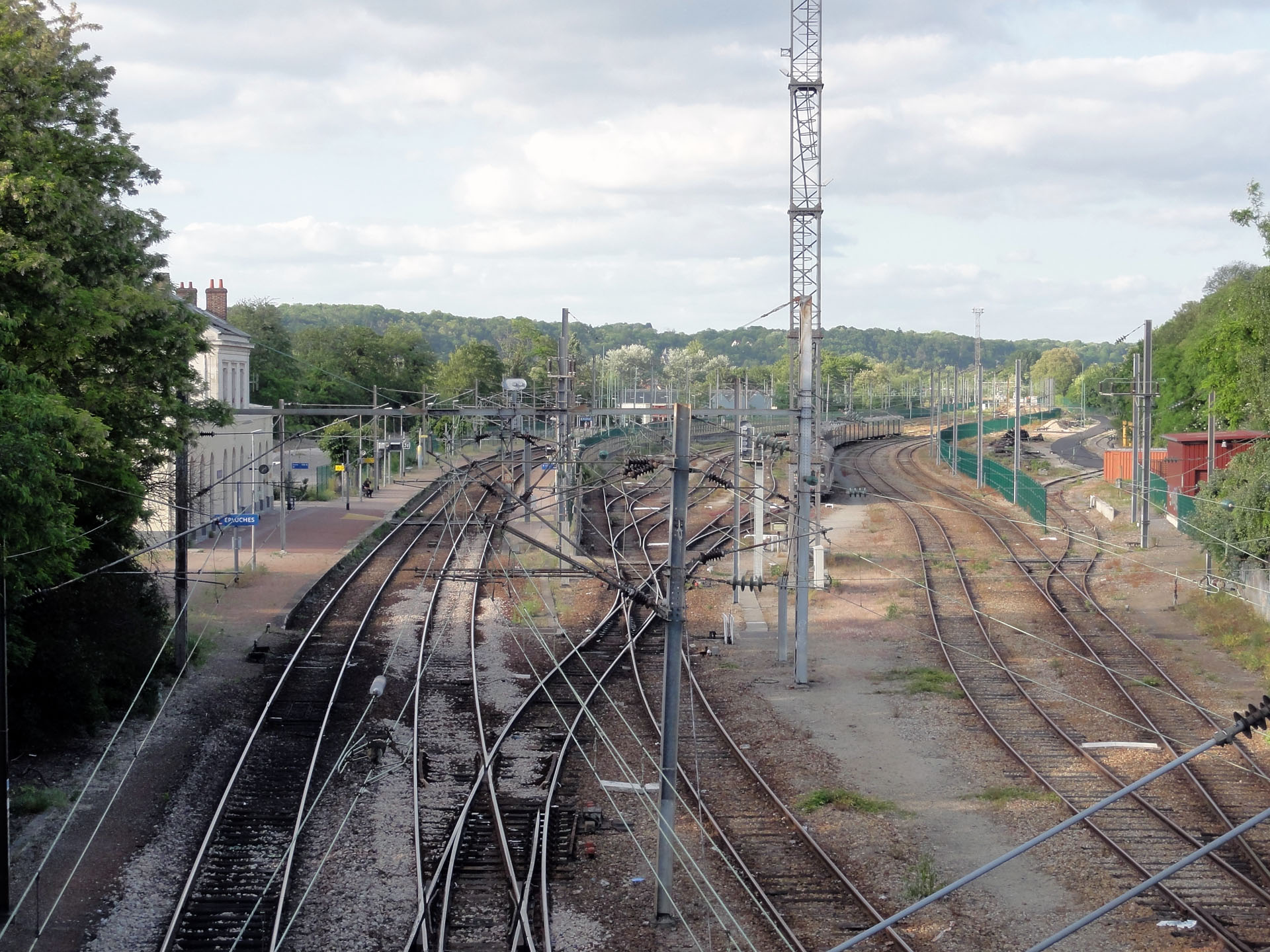
Vue d'ensemble de la gare.
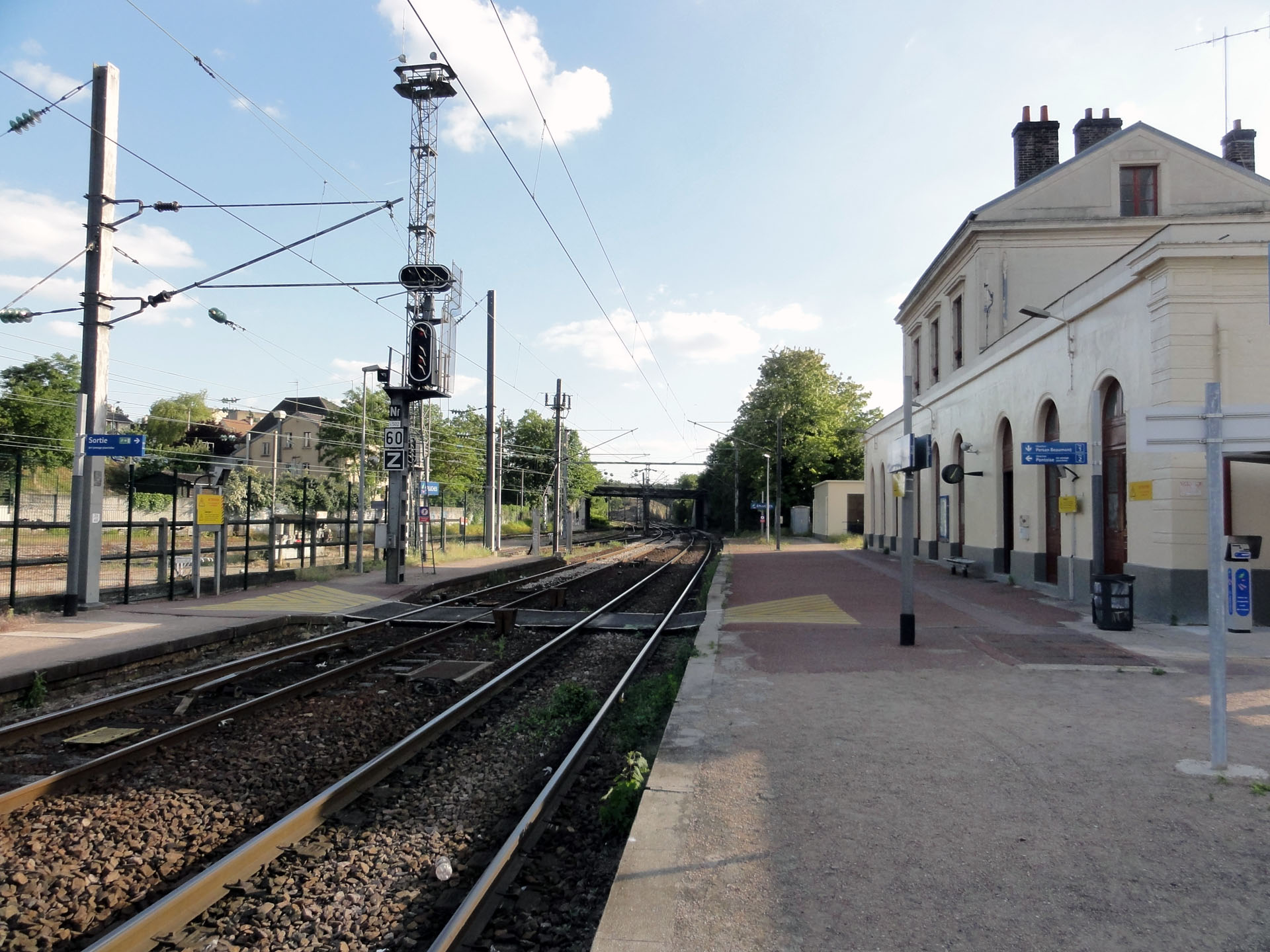
Vue des quais en direction de Pontoise.
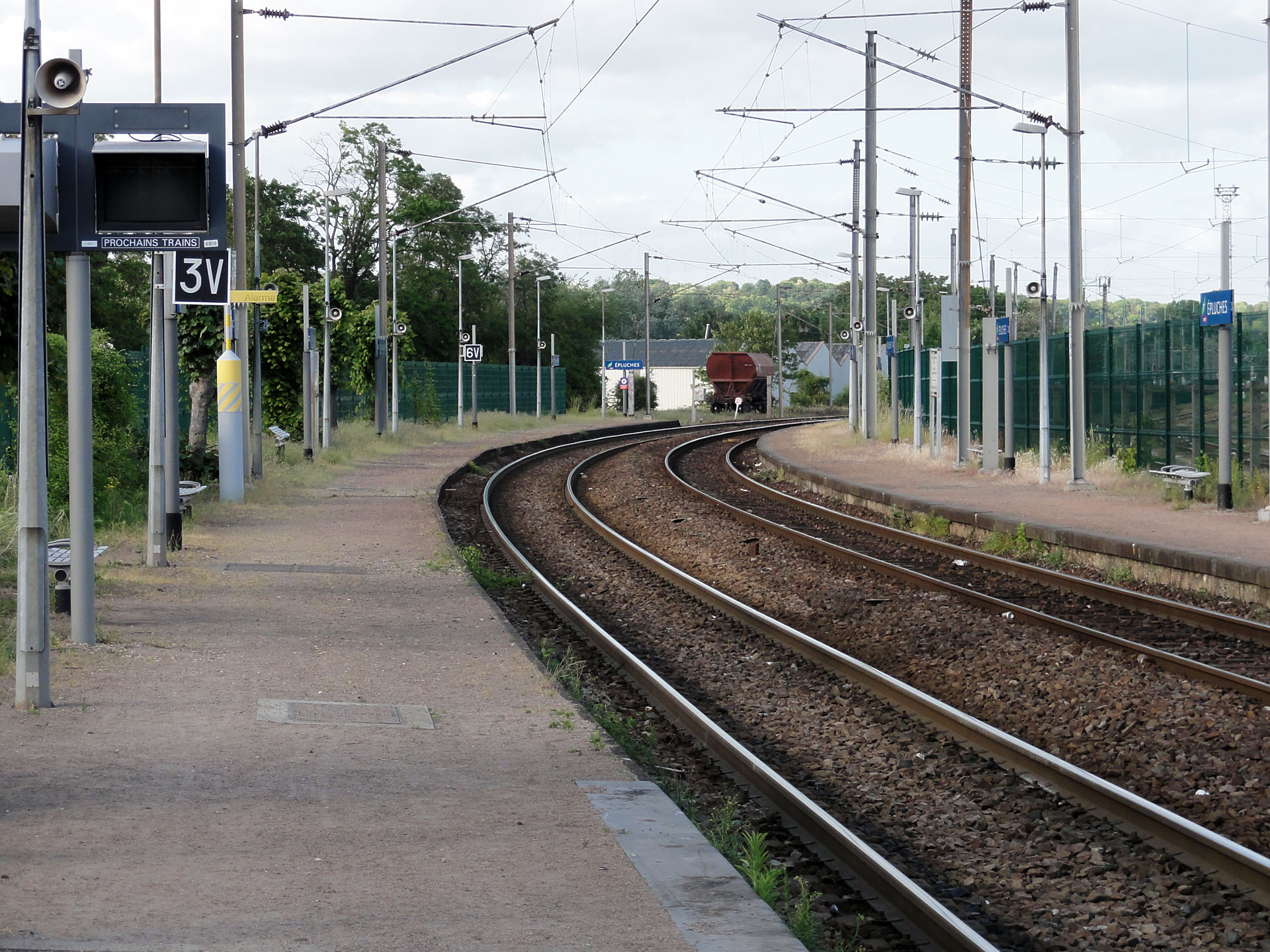
Vue des quais en direction de Creil.